# Linosa
Linosa ist die nördlichste der drei Pelagischen Inseln im Mittelmeer.

## Lage und Daten
Die Insel ist etwa 5 km² groß und liegt 170 km südlich von Sizilien, 160 km östlich von Tunesien und 140 km westlich von Malta zwischen dem Libyschen und Sizilischen Meer. Dominiert wird sie von drei erloschenen Vulkankratern: Monte Vulcano (195 m), Monte Rosso (186 m) und Monte Nero (107 m).
Die Insel gehört zur Gemeinde Lampedusa e Linosa im italienischen Freien Gemeindekonsortium Agrigent auf Sizilien. Aktuell wohnen 490 Menschen auf Linosa (Stand 2007).

## Flora und Fauna
Im Vergleich zu den Nachbarinseln Lampedusa und Lampione (45 km bzw. 60 km südwestlich gelegen) ist Linosa reich an Vegetation. Hier wachsen vor allem Mastixbäume, Opuntien und einige endemische Pflanzen wie die Valantia calva, die es nur auf Linosa gibt.
In den fischreichen Gewässern leben auch Karettschildkröten, die an den Stränden der Insel ihre Eier ablegen. Um die vom Aussterben bedrohte Tierart zu schützen und die Bestände wieder zu mehren, wurden 2002 weite Teile der Insel unter Naturschutz gestellt (Riserva Naturale Orientata Isola di Linosa e Lampione).

## Geschichte
Linosa war schon in der Antike bekannt, zeitweise auch bewohnt und erhielt im Lauf seiner Geschichte verschiedene Namen (zum Beispiel Aithusa). In römischer Zeit diente es als Stützpunkt für die Schiffe der Sklavenhändler, später der Piraten.
Den Namen Linosa erhielt die Insel von Kapitän Bernardo Maria Sanvinsente, der 1845 im Auftrag von Ferdinand II. mit etwa 40 Männern und Frauen an Land ging, um die Insel zu besiedeln. Damals hausten die Siedler in Höhlen und nutzten die alten römischen Zisternen zur Wassergewinnung. Sie lebten von der Landwirtschaft und vom Fischfang.
In den 1960er Jahren wurde von Sizilien aus ein Telefonkabel nach Linosa gelegt, ein Kraftwerk errichtet und eine Schule eröffnet, 1973 wurde eine Meerwasserentsalzungsanlage installiert.

## Wirtschaft
Wirtschaftliche Grundlage der Bewohner sind noch heute der Fischfang und die Landwirtschaft. Auf den fruchtbaren Vulkanböden werden Weinreben, Linsen und Kapern angebaut.
Daneben gewinnt der Tourismus immer mehr an Bedeutung. Es gibt einige Hotels, Pensionen und Campingplätze.

## Verkehr
Erreichbar ist Linosa mit einer Fähre von Porto Empedocle an der sizilianischen Südküste, bei Agrigent aus. Die Überfahrt dauert etwa sechs Stunden. Allerdings dürfen in der Hauptsaison von Juni bis September keine touristischen Autos anlanden.
Zwischen Linosa und Lampedusa verkehren mehrmals täglich Tragflügelboote.
Von Lampedusa aus gibt es eine Flugverbindung nach Palermo.

## Bilder

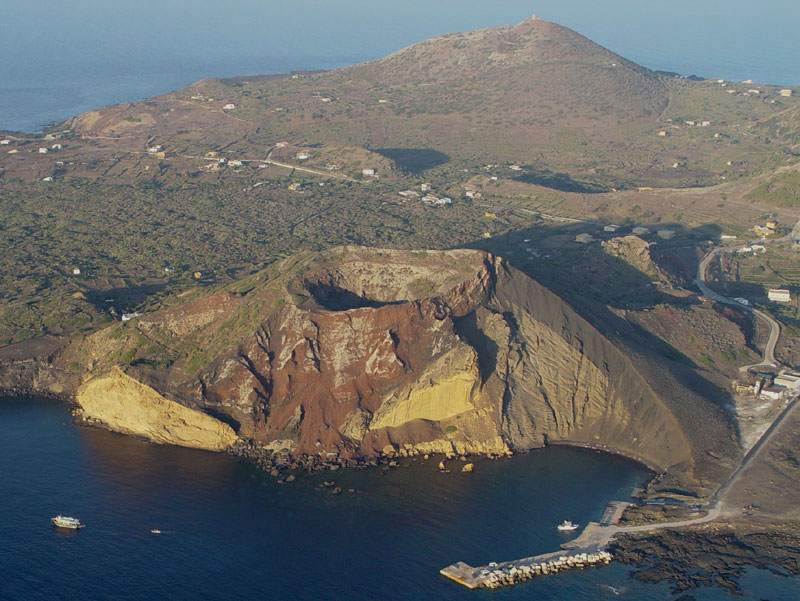
Blick auf die Insel
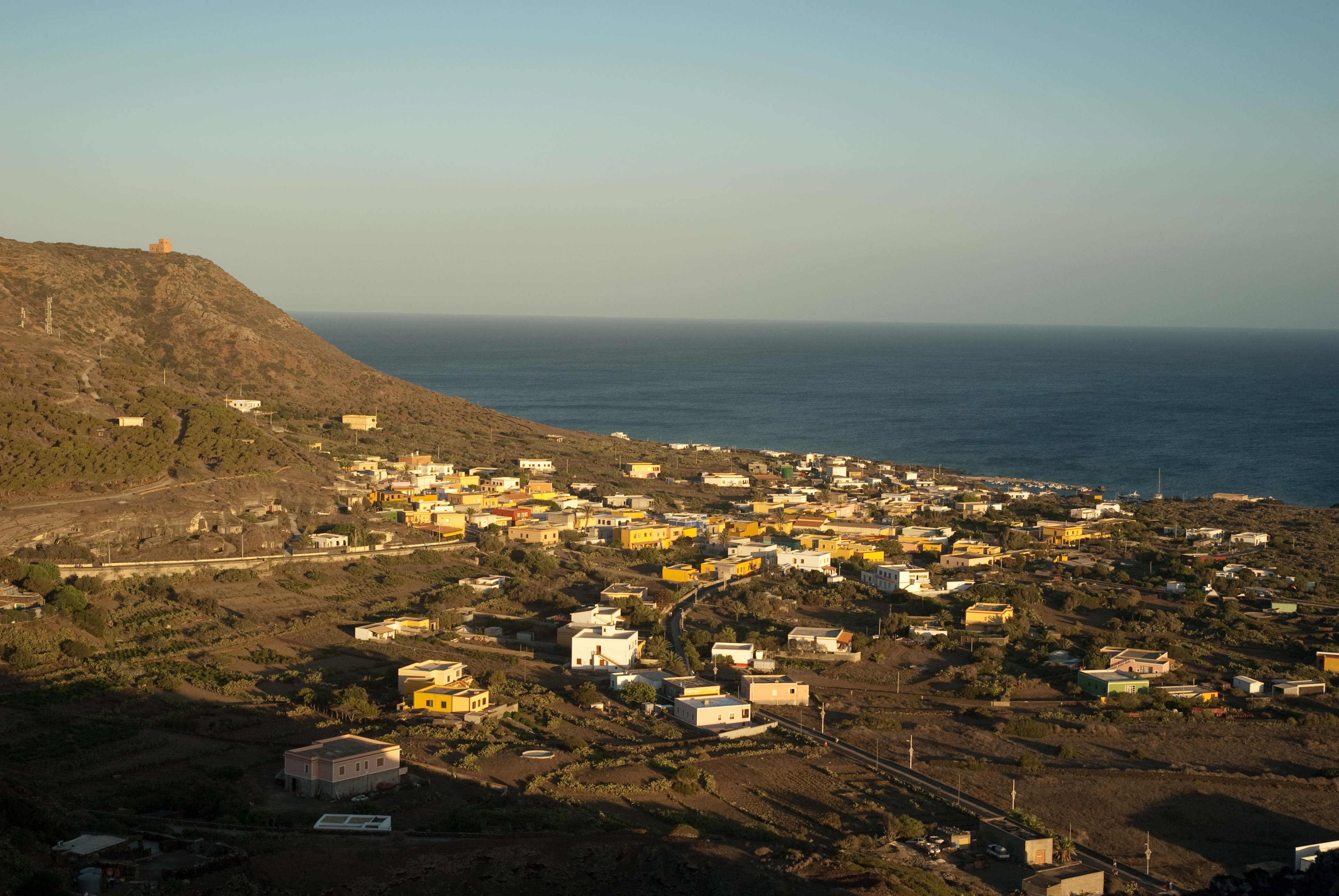
Blick auf den Hauptort
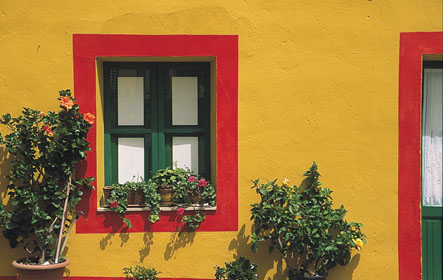
Typisches Wohnhaus
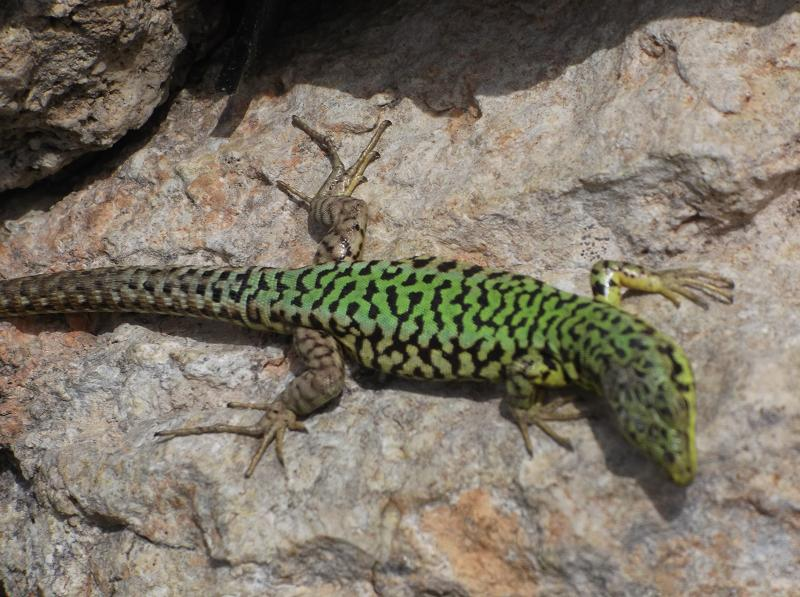
Malta-Eidechse, Vorkommen auch auf Linosa